# Valeuil
Valeuil korábbi község Franciaországban, Dordogne megyében. Lakosainak száma 330 fő (2018. január 1.). Valeuil Brantôme községgel határos.
2019. január 1-jén öt másik korábbi községgel együtt Brantôme en Périgord-hoz csatolták és az új község része lett.

## Népesség
A település népessége az elmúlt években az alábbi módon változott:
| Lakosok száma | 286  | 267  | 290  | 356  | 407  | 389  | 388  | 363  | 340  | 330  |
|               | 1968 | 1975 | 1982 | 1999 | 2006 | 2011 | 2013 | 2016 | 2017 | 2018 |